# 焦化厂站
焦化厂站是一个位于中国北京市朝阳区垡头街道北京炼焦化学厂遗址内的双增街，属于北京地铁7号线的地铁车站。2014年12月28日随7号线开通一同投入使用，当时为7号线东端终点站。2019年12月28日，7号线东延伸至花莊站，本站成为中途站。

## 位置
焦化厂站位于2006年7月15日即已停产的原北京炼焦化学厂厂址内的双增街。车站呈西北－东南走向，北邻焦化厂车辆段。车站将配合车辆段进行上盖开发。

## 结构
焦化厂站为地下二层车站，侧式站台设计，采用明挖法施工。月台西端及东端分别设有一条渡线及交叉渡线。
| 地面层          | 街道                        | A-D出入口                        |
| 地下一层 站厅层 | 站厅                        | 客务中心、自动售票机、进出站闸机 |
| 地下二层 站台层 | 侧式站台，右側開门          | 侧式站台，右側開门               |
| 地下二层 站台层 | █ 7号线往北京西站（双合）   |                                  |
| 地下二层 站台层 | █ 7号线往环球度假区（黄厂） |                                  |
| 地下二层 站台层 | 侧式站台，右側開门          |                                  |

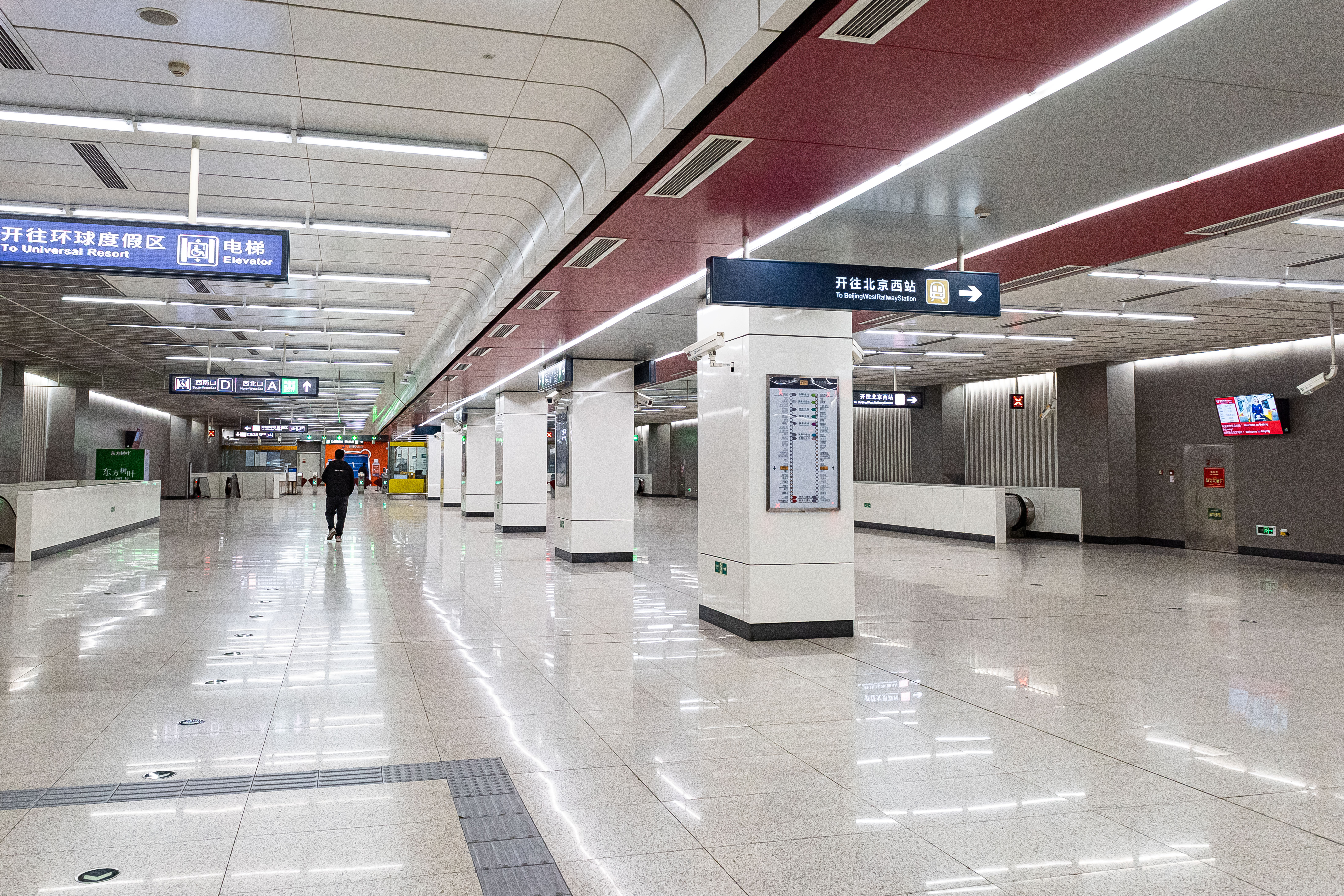
站厅（2024年3月摄）
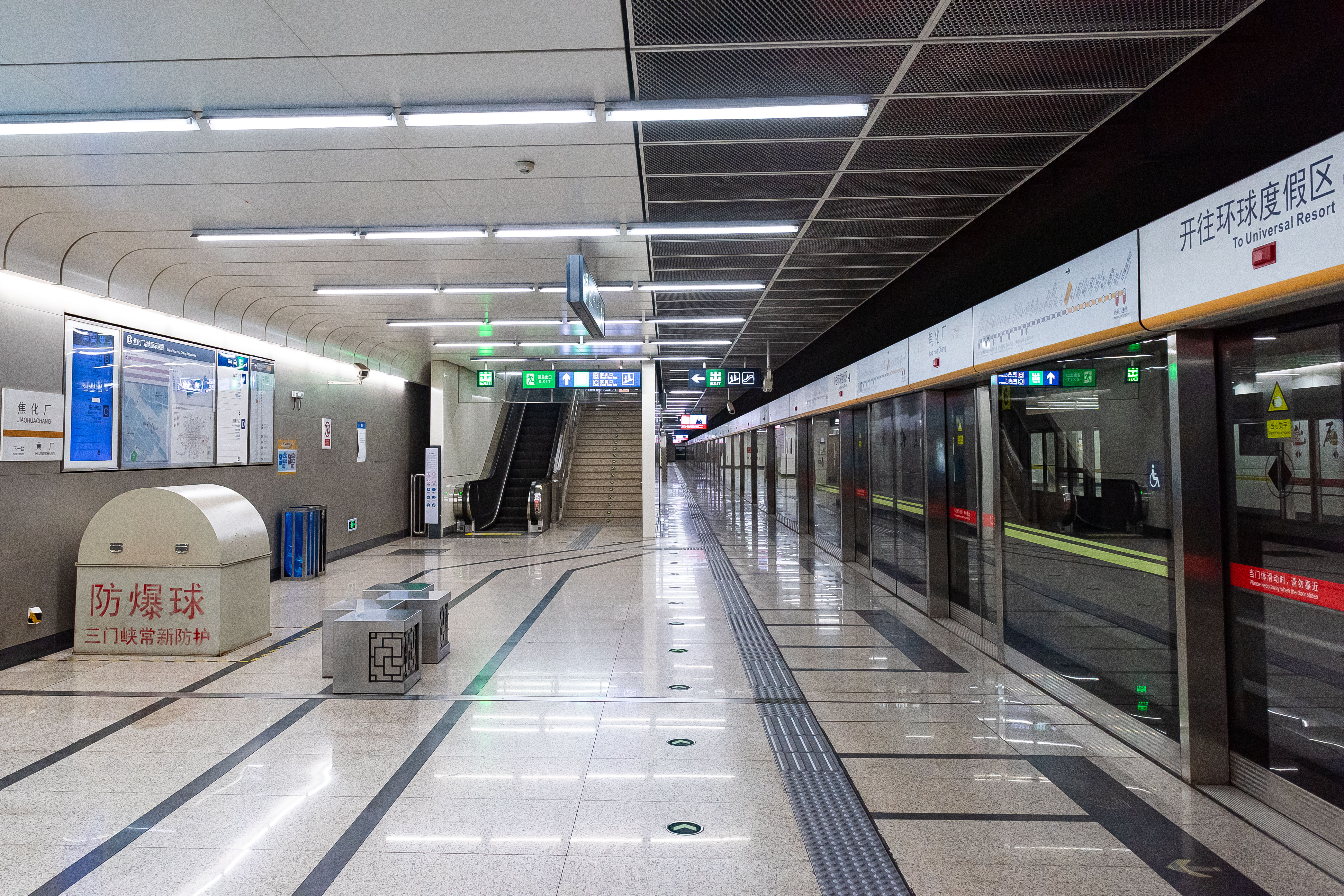
站台（环球度假区方向）

## 出入口
|                       |      |                  |      |            |  |
| 编号                  | 指示 | 建议前往的目的地 | 图片 | 无障碍设施 |  |
| 出口 · A              |      | 双合家园         |      | 不適用     |  |
| 出口 · B · 升降机标志 |      | 北京市焦化厂     |      |            |  |
| 出口 · C              |      | 北焦公园         |      | 不適用     |  |
| 出口 · D · 升降机标志 |      | 北焦公园         |      |            |  |
| 註： 設有             |      |                  |      |            |  |